# Luchs
L'autoblindo pesante Spähpanzer 2 Luchs (definizione tecnica tedesca Spähpanzer 2 Luchs) è un veicolo assai originale nell'ambito della produzione della categoria, in quanto dispone di due posti di pilotaggio, uno in posizione anteriore e uno in posizione posteriore.

## Sviluppo

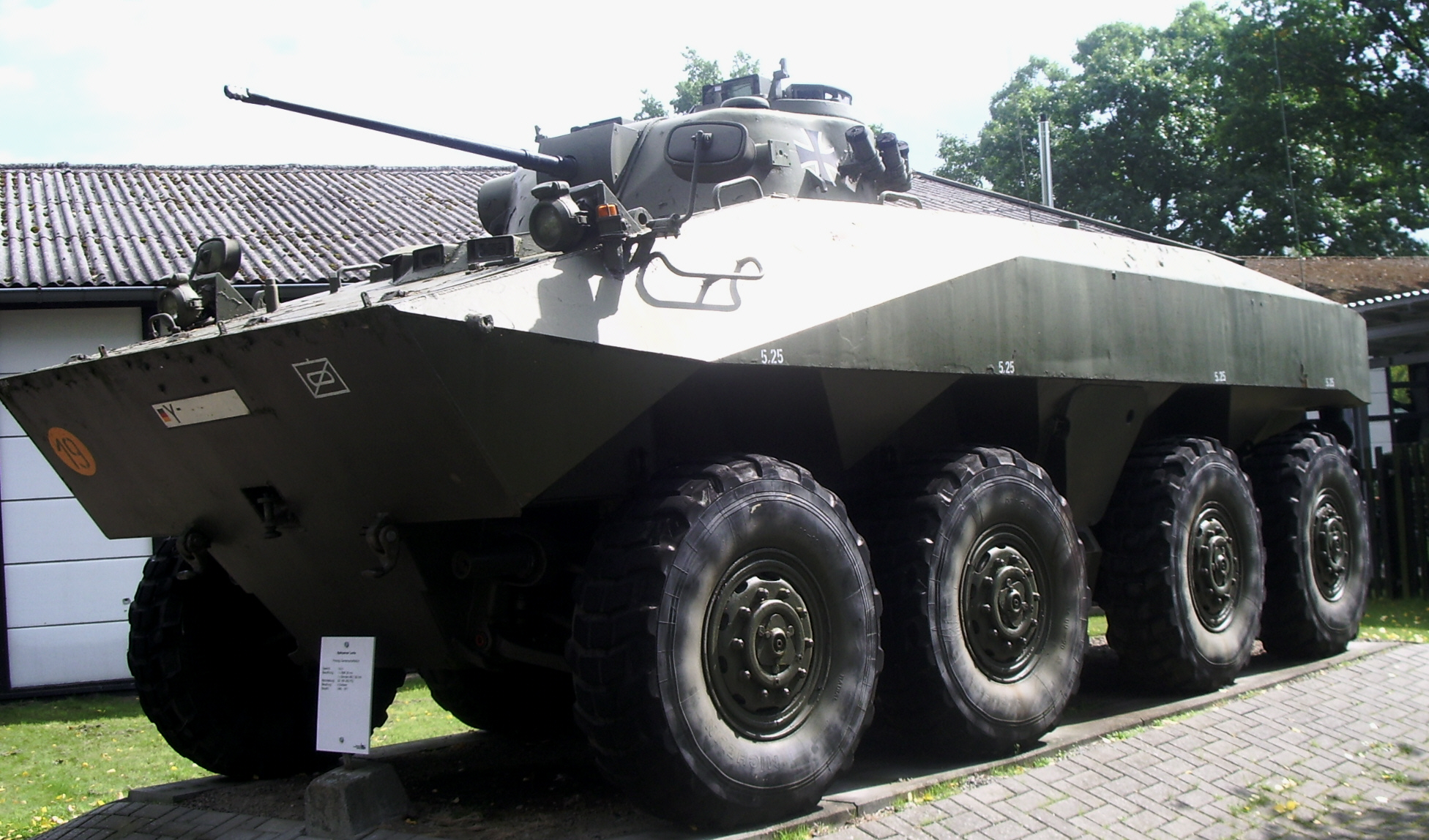
Prototipo dello Spähpanzer 2 Luchs esposto presso il Panzermuseum di Münster.

Durante gli anni cinquanta del XX secolo fu autorizzata la ricostituzione dell’esercito della Germania Occidentale, che inizialmente fu equipaggiato con mezzi corazzati in gran parte di provenienza statunitensi.  Per soddisfare l’esigenza di un moderno mezzo corazzato da ricognizione fu acquistato un veicolo trasporto truppe francese di costruzione Hotchkiss, equipaggiato con una torretta armata con un cannone automatico Hispano-Suiza HS cal. 20 mm.
Questo veicolo, conosciuto come Spähpanzer 11-2 (Spz-11), non risultò del tutto soddisfacente, perché, in quanto non era anfibio e disponeva di un motore a benzina che garantiva un’autonomia di 400 km. Nel corso degli anni sessanta l'industria nazionale studiò nuovi prototipi per vari compiti, tra cui un veicolo blindato da esplorazione con trazione 8x8. Quest’ultimo veicolo fu messo in progettazione nel 1968 da un consorzio di aziende del settore denominato Ufficio progettazione congiunta, con capofila la Daimler-Benz.
Nel 1971 venne scelto per la realizzazione in serie il modello elaborato dalla la Daimler-Benz, ma la produzione fu affidata alla Thyssen-Henschel, la quale realizzò 408 mezzi tra il maggio 1975 e il 1978, che furono designati ufficialmente Spähpanzer 2 Luchs.

## Tecnica

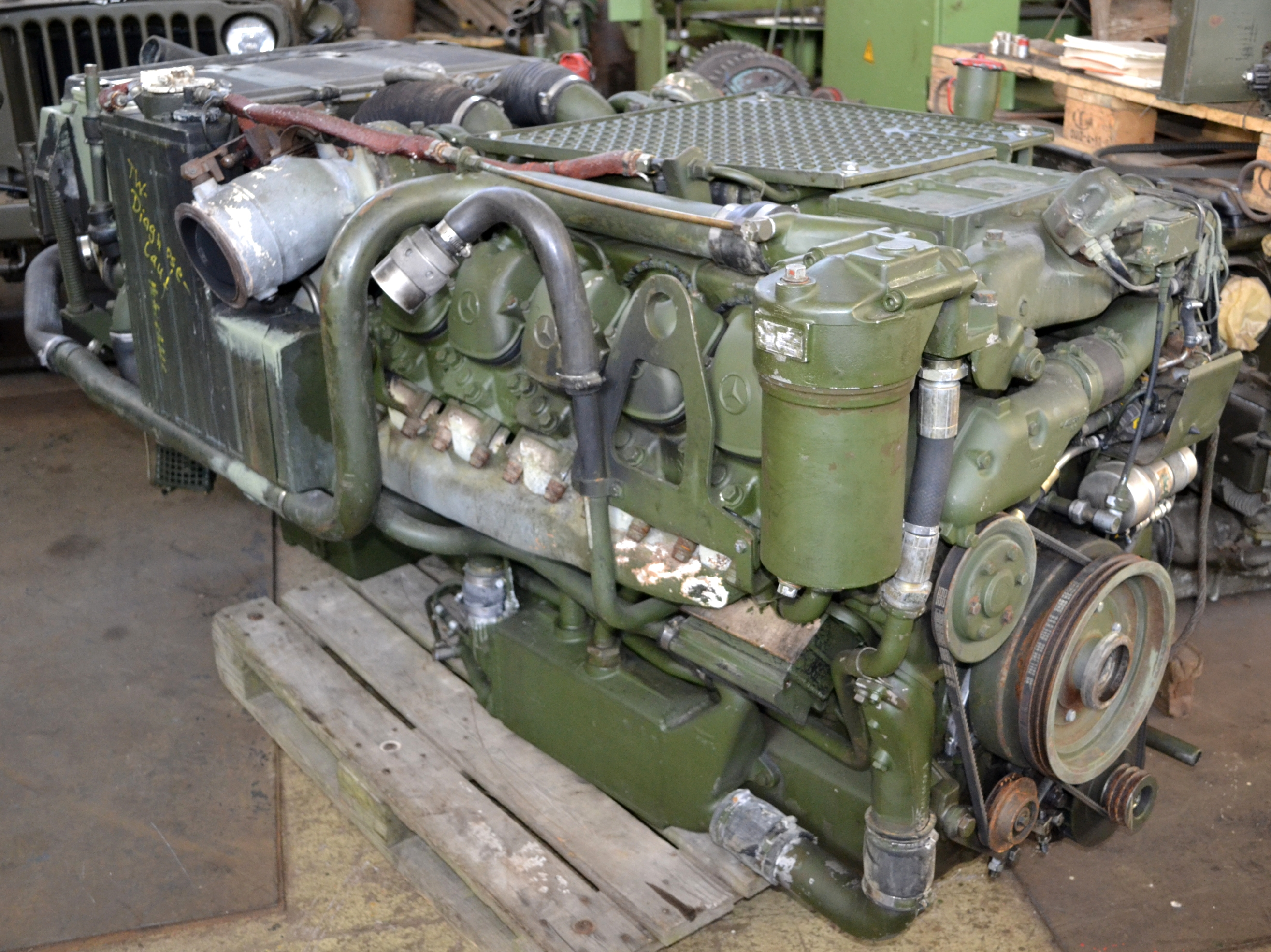
Il motore policarburante sovralimentato Daimler-Benz OM403A.

Il Spähpanzer 2 Luchs è una autoblindo acht-rad, cioè dispone di 8 ruote su quattro assi, tutte motrici. Lo scafo è in acciaio saldato, con la parte anteriore, così come quella della torretta, dotate di una corazzatura in grado di resistere ai colpi da 20 mm. La rimanente blindatura garantisce la protezione da colpi sparati dalle armi leggere e dalla schegge prodotte dai proiettili esplosivi.
La disposizione interna dell'equipaggio, composto da 4 persone, vede il posto di pilotaggio posto in posizione avanzata sulla sinistra, mentre il secondo pilota, che funge anche da radiofonista, si trova posizionato nella parte posteriore, sulla sinistra dello scafo. In tal modo, in caso di gravi danni, egli può assumere il controllo del veicolo e sottrarre il mezzo al combattimento.
La torretta Rheinmetall TS-7 ospita il capocarro e il cannoniere, ed è armata con un cannone a doppia alimentazione Rheinmetall Mk 20 Rh 202 cal. 20 mm. Essa è brandeggiabile su 360°, e l'arma dispone di una elevazione da -15° a + 69°. Sia il brandeggio che l’elevazione possono essere effettuati manualmente o elettricamente. Il munizionamento disponibile in torretta comprende 375 proiettili, e 1000 per la mitragliatrice  contraerea MG 2 cal. 7,62 mm, posizionata sul tetto della torretta cal. 7,62 mm. Ai lati della torretta sono posizionati quattro lanciagranate nebbiogeni ad azionamento elettrico. La dotazione standard comprende l'apparato di visione notturna IR passivo,  sistema di protezione NBC, e preriscaldatore per le batterie, l’olio motore e quello della trasmissione, e per il liquido di raffreddamento.
Il motore, posto in posizione posteriore, sul lato destro è un policombustibile sovralimentato Daimler-Benz OM403A a 10 cilindri che eroga la potenza di 395 CV (291 kW) quando alimentato a gasolio, e 324 CV (239 kW) se funzionante a benzina. La presenza del servosterzo consente un raggio di sterzata, 11,5 metri con la trazione integrale inserita, e di 19,5 m con soltanto 4 ruote della trazione innestate. La velocità massima raggiungibile è pari a 90 km/h in entrambi i sensi di marcia, e la trincea superabile è pari a 1,9 m.
Il mezzo è completamente anfibio, con le due eliche orientabili, posizionate sotto lo scafo, che garantiscono una velocità di 9 km/h.
Le radio VHF inizialmente in dotazione erano le Lorenz SEM 25/SEM 35 FM per comunicazioni a breve distanza, e la AN/GRC 9 HF a lunga distanza, dotata di amplificatore RF LV 80 da 100 Watt per il codice Morse. Quest’ultima è stata poi sostituita dalla radio Rohde & Schwarz XK 405 100 Watt SSB HF realizzata da in Germania. L’adozione della nuova radio VHF a breve raggio SEM 80/90, avvenuta nel 1986, ha dato vita alla sottoversione denominata SpPz 2 Luchs A2.

## Impiego operativo

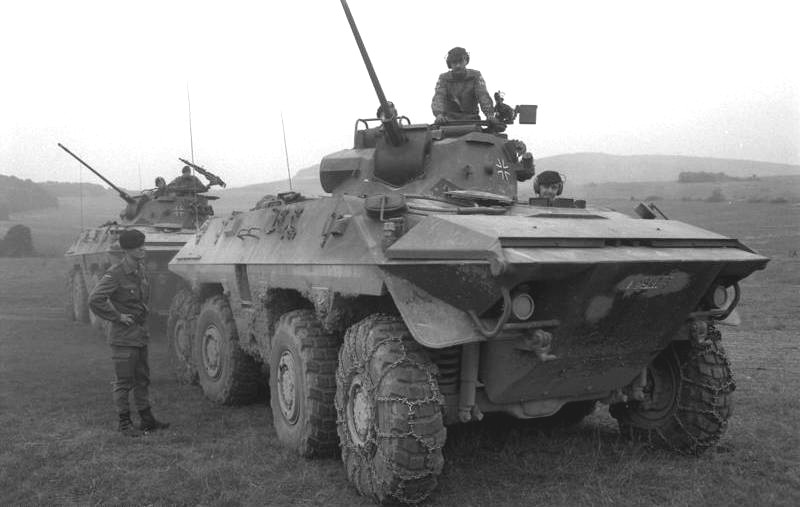
Due esemplari di Spähpanzer 2 Luchs mentre partecipano alla grandi manovre della Bundeswehr, denominate "Fränkischer Schild", tenutesi nel 1986 vicino a Würzburg.

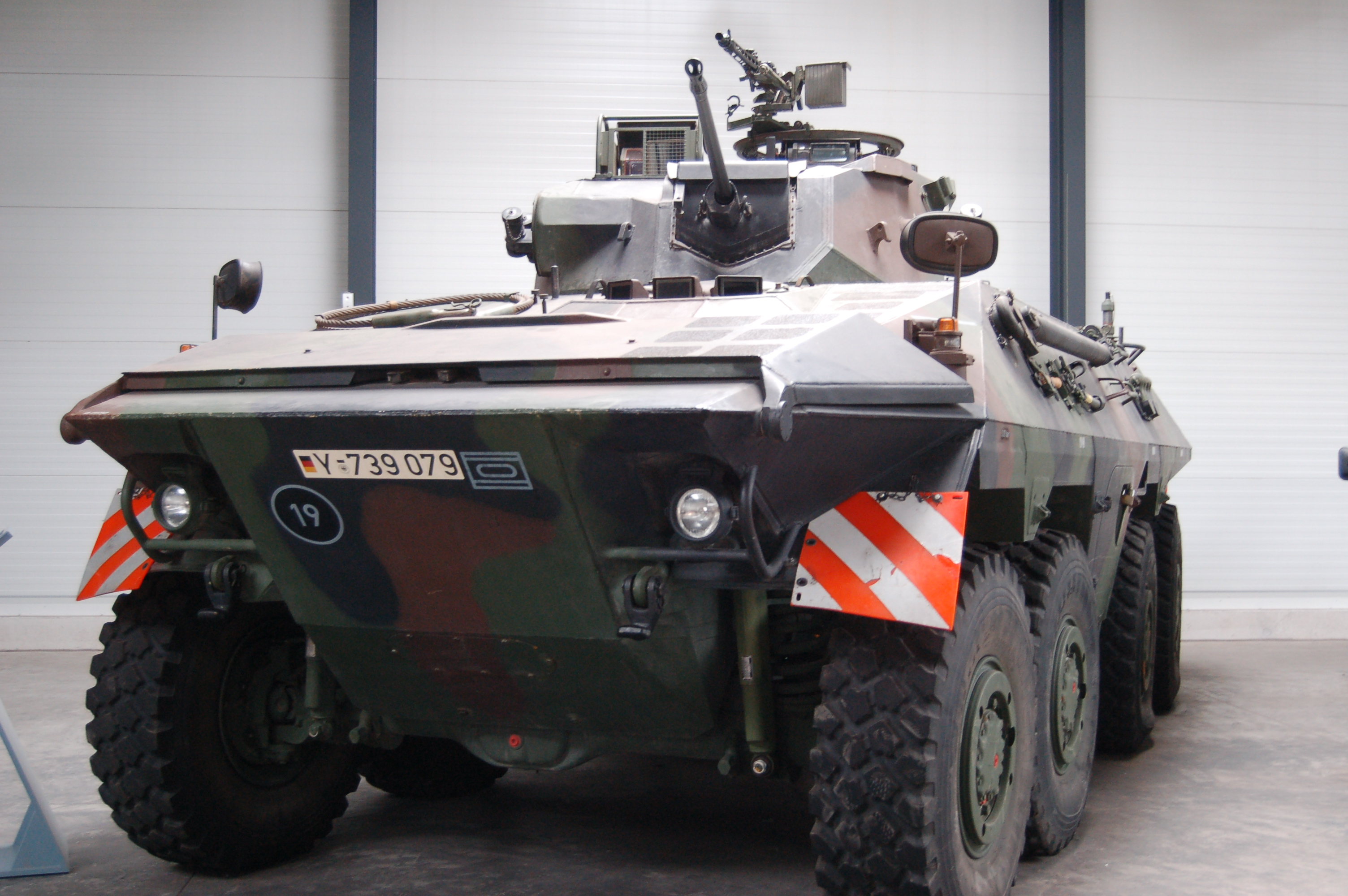
Un esemplare della sottoversione Spähpanzer 2 Luchs A2 esposto al Panzermuseum di Münster.

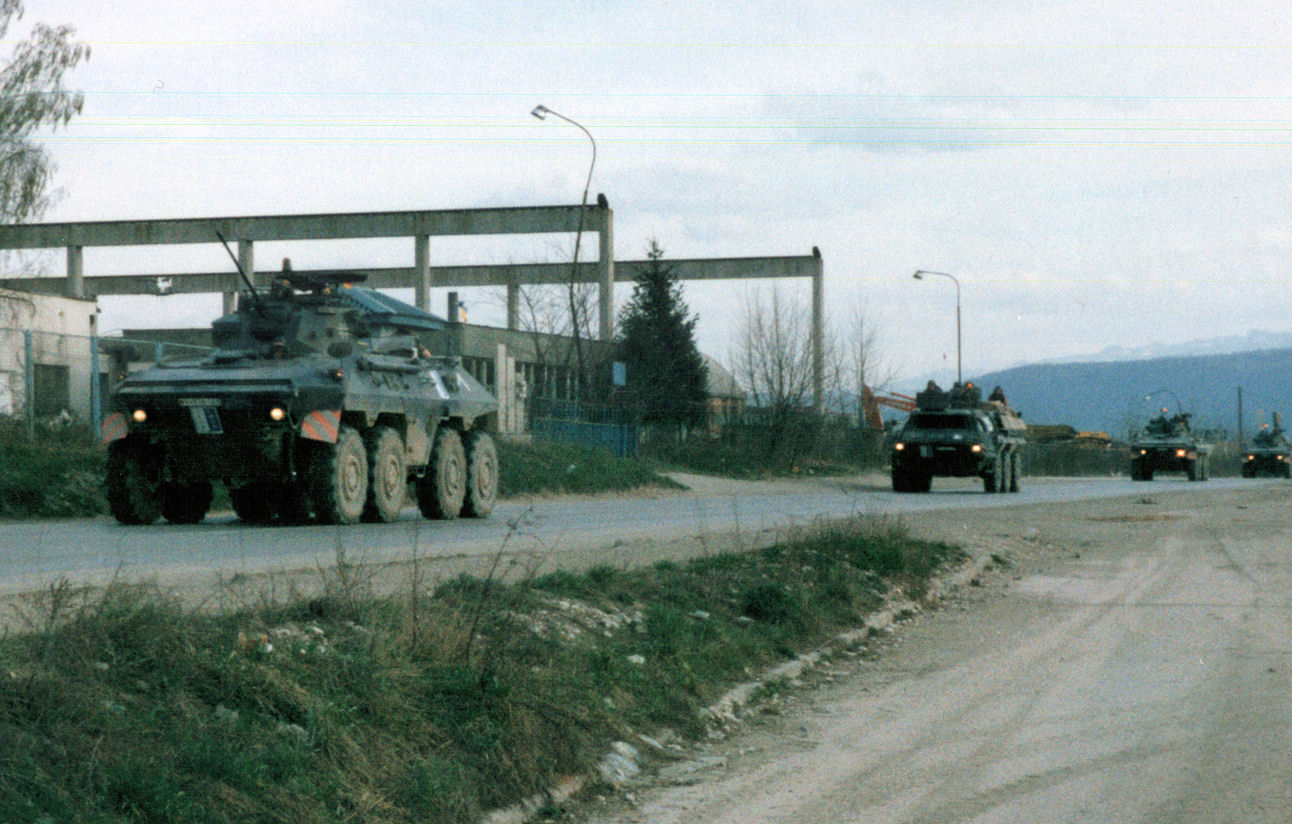
Un esemplare di Spähpanzer 2 Luchs A2 della KFOR di scorta a veicoli trasporto truppe Transportpanzer 1 Fuchs

I primi mezzi entrarono in servizio a partire dal mese di settembre del 1975, e inizialmente la SpPz 2 Luchs venne usata nei reparti da esplorazione dell'esercito tedesco schierati lungo il confine con i paesi del Patto di Varsavia. Nel 1985 mezzi hanno ricevuto nuovo sistema di visione notturna all’infrarosso di tipo passivo, e l’anno successivo nuove radio a corto raggio SEM 80/90, dando vita alla sottoversione denominata SpPz 2 Luchs A2. L'aumento di peso, relativo alle numerose modifiche installate, portò alla perdita delle capacità anfibie senza preparazione.
La SpPz 2Luchs A2 non ebbe mai occasione di essere impiegata in combattimento, ma prese parte a numerose missioni di pace internazionali, come la IFOR in Croazia, Bosnia e Kosovo, alla KFOR per missioni di scorta ai convogli, e alla SFOR in Bosnia-Erzegovina nel contesto del mantenimento della pace. Alcuni dei veicoli vennero utilizzati anche in Macedonia.

## Paesi utilizzatori
- Germania
  - Bundeswehr

### Esplicative
1. ↑  Si trattava di una famiglia di autocarri 4x4, 6x6 e 8x8, una famiglia di veicoli da carico blindati 4x4, e 6x6 (che diede origine al veicolo da trasporto blindato Fuchs).
2. ↑  Stessa arma con cui sono equipaggiati i veicoli italiani Fiat 6616, 4x4 da esplorazione tattica, e il tedesco Marder, un cingolato da trasporto truppe.
3. ↑  Il cannone può sparare proiettili ad un ritmo massimo teorico di 1.000 colpi al minuto, e ad una velocità di 1.000 metri al secondo, per munizioni HE (Esplosivo ad alto potenziale) o AP/APDS.
4. ↑  La preparazione necessaria al veicolo prima di entrare in acqua consisteva nell’alzare lo schermo frangiflutti ribaltabile, e nel mettere in funzione le tre pompe di sentina.

### Bibliografiche
1. ↑   Spahpanzer 2 Luchs Armored Reconnaissance Vehicle, su warwheels.net. URL consultato il 27 luglio 2013.
2. 1 2 3 4 5 6 7 8 9 10 11 12 13  Drago, Boroli 1992-94, p. 24.
3. 1 2 3 4 5  Foss 2000, p. 407.
4. 1 2 3 4 5  (DE) Spähpanzer 2 Luchs (Bw), su panzerbaer.de. URL consultato il 25 luglio 2017.
«Nach weiteren Tests wurde 1971 der Entwurf von Daimler-Benz zur Beschaffung ausgewählt.»
5. 1 2  Soldat und Technik 10/1975. pag. 493